# Otto Pächt

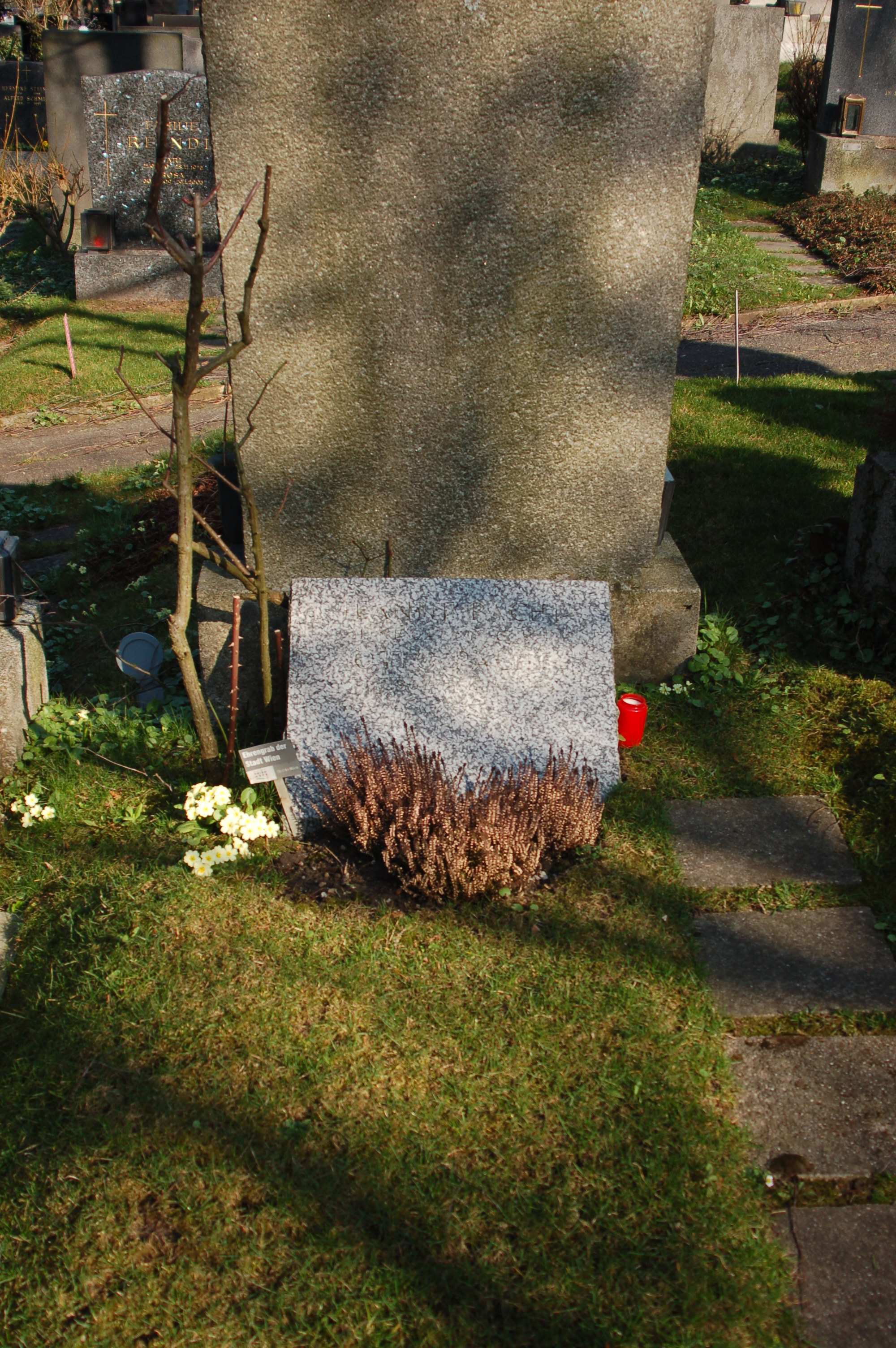
Otto Pächts grav på Neustifter Friedhof.

Otto Pächt, född den 7 september 1902 i Wien, död där den 17 april 1988, var en österrikisk konsthistoriker.
Han studerade konstvetenskap med Max Dvorak vid universitetet i Wien 1920 – 1921, i Berlin med Adolf Goldschmidt 1921 – 1922 och därefter återigen i Wien med Julius von Schlosser, samtidigt som han följde kursen i arkeologi med Emanuel Löwy. Redan som student påverkades Pächt starkt av Alois Riegl och 1926 återutgav han dennes Die spätrömische Kunstindustrie och bifogade ett viktigt appendix. Gestaltpsykologin influerade också hans tänkande. 1933 försvarade han sin avhandling Gestaltungsprinzipien der westlichen Malerei des 15. Jahrhunderts.
På grund av de nazistiska raslagarna emigrerade han till England. 1936 – 1963 bodde han där. Han verkade vid Warburginstitutet i London, men trivdes inte där. Aby Warburg, Fritz Saxl och Gertrude Bing överbetonade enligt hans mening ikonografins och ikonologins roll. Pächt insåg värdet av ikonografisk forskning, men kunde inte acceptera att man gjorde den till konstvetenskapens huvuduppgift. Konstvetenskapen blev då, som han uttryckte det, en ”art history for the blind”. 
1941 installerade han sig i Oxford och ägnade sig där till slutet av kriget åt arbetet med en katalog över handskriftsilluminationerna vid Bodleian Library. 1945 började han undervisa regelbundet vid universitetet i Oxford. Han skrev flera uppsatser om engelska, nederländska och franska handskriftsilluminationer m.m.
1963 återvände Pächt till Wien och blev där professor i konstvetenskap. Han skrev om europeiskt 1400-talsmåleri (om bröderna van Eyck, Hugo van der Goes, Jean Fouquet m.fl.) och om illuminerade handskrifter. På det senare ämnet blev han en internationellt erkänd specialist. Han arbetade med en beskrivande katalog över handskriftsilluminationerna i det österrikiska nationalbiblioteket. 
Några texter av Pächt:
- ”Art Historians and Critics: Riegl” i Burlington Magazine, London 1963
- ”Methodisches zur kunsthistorischen Praxis”, München 1977
- ”Buchmalerei des Mittelalters” utgiven av Dagmar Thoss och Ulrike Jenni, München 1984

## Utmärkelser
- 1976: Wilhelm-Hartel-Preis
- Österreichisches Ehrenzeichen für Wissenschaft und Kunst